# دياني موراي
دياني موراي (بالإنجليزية: Diane Murray)‏ هي لاعبة تايكوندو أمريكية، ولدت في 26 ديسمبر 1956.

## وصلات خارجية
- دياني موراي على موقع TaekwondoData.com (الإنجليزية)
- دياني موراي على موقع أوليمبيديا (الإنجليزية)